# Cho Sonjin
Cho Sonjin (趙善津), né le 18 avril 1970, est un joueur de go professionnel sud-coréen.
Après avoir vécu 12 ans en Corée du Sud, Cho Sonjin part au Japon pour devenir professionnel de go, et il y parvient deux ans plus tard. Il a été promu au rang de 9e dan en 1998. En 1999, il bat Cho Chikun dans le tournoi Honinbo, mettant fin à dix ans de détention du titre par Cho Chikun.

## Titres
| Titre                  | Années     |
| ---------------------- | ---------- |
| Titres nationaux       | 6          |
| Honinbo                | 1999       |
| Coupe NEC              | 2006       |
| Coupe Agon             | 2000, 2001 |
| Shinjin-O              | 1991       |
| Shin-Ei                | 1991       |
| Titres internationaux  | 2          |
| Coupe Agon Chine-Japon | 2001, 2002 |